# Campeonato Europeo de Gimnasia Rítmica de 2015
El XXXI Campeonato Europeo de Gimnasia Rítmica se celebró en Minsk (Bielorrusia) entre el 1 y el 3 de mayo de 2015 bajo la organización de la Unión Europea de Gimnasia (UEG) y la Federación Bielorrusa de Gimnasia.
Las competiciones se realizaron en el Minsk Arena de la capital bielorrusa.

## Resultados
| Evento                                | Oro                                     | Plata                                     | Bronce                                                                       |
| ------------------------------------- | --------------------------------------- | ----------------------------------------- | ---------------------------------------------------------------------------- |
| Pelota (03.05)                        | Yana Kudriavtseva · Rusia · 19,066 pts. | Margarita Mamun · Rusia · 18,950 pts.     | Melitsina Staniuta · Bielorrusia · 18,466 pts.                               |
| Mazas (03.05)                         | Yana Kudriavtseva · Rusia · 19,116      | Hanna Rizatdinova · Ucrania · 18,400      | Katsiaryna Halkina · Bielorrusia · Melitsina Staniuta · Bielorrusia · 18,033 |
| Cinta (03.05)                         | Yana Kudriavtseva · Rusia · 18,900      | Melitsina Staniuta · Bielorrusia · 18,133 | Marina Durunda Azerbaiyán 18,000                                             |
| Aro (03.05)                           | Margarita Mamun · Rusia · 19,000        | Melitsina Staniuta · Bielorrusia · 18,500 | Katsiaryna Halkina · Bielorrusia · 17,950                                    |
| Concurso completo por equipos (03.05) | Rusia · 150,173                         | Bielorrusia · 144,556                     | Ucrania · 139,798                                                            |

## Medallero
| Núm. | País        | Oro | Plata | Bronce | Total |
| ---- | ----------- | --- | ----- | ------ | ----- |
| 1    | Rusia       | 5   | 1     | 0      | 6     |
| 2    | Bielorrusia | 0   | 3     | 4      | 7     |
| 3    | Ucrania     | 0   | 1     | 1      | 2     |
| 4    | Azerbaiyán  | 0   | 0     | 1      | 1     |
|      | TOTAL       | 5   | 5     | 6      | 16    |